# Fabrice Soulier
Fabrice Soulier (* 23. April 1969 in Avignon) ist ein professioneller französischer Pokerspieler.

## Persönliches
Soulier wuchs in Avignon auf und machte einen Abschluss in Internationale Beziehungen. Anschließend arbeitete er in der Film- und Fernsehbranche zunächst als Regieassistent und wurde später Regisseur der TV-Serie Un gars, une fille. Weiter führte er bei der TV-Show Farce Attaque sowie bei Kindersendungen des französischen Fernsehsenders Canal J Regie. Auch nach Start seiner Pokerlaufbahn war er noch im Fernsehen aktiv und wirkte als Pokerlehrer in der französischen Pokersendung NRJ PokerStars sowie 2007 in der Dokumentation That’s poker... Dans la peau d’un joueur mit.

## Pokerkarriere
Soulier spielt auf der Onlinepoker-Plattform PokerStars unter dem Nickname fabsoul. Im September 2004 gewann er einen Titel bei der dort ausgespielten World Championship of Online Poker.
Seine ersten Turnierpreisgelder erzielte Soulier ab April 2000 bei Events im Aviation Club de France in Paris. Ende April 2004 war er erstmals bei der World Series of Poker (WSOP) im Binion’s Horseshoe in Las Vegas erfolgreich und kam bei einem Turnier der Variante No Limit Hold’em in die Geldränge. Im Jahr darauf erreichte er bei der seitdem im Rio All-Suite Hotel and Casino ausgespielten WSOP 2005 einen Finaltisch, den er auf dem mit mehr als 100.000 US-Dollar dotierten siebten Platz beendete. Anfang März 2006 saß Soulier am Finaltisch des Main Events der World Poker Tour im kalifornischen San José und wurde Fünfter für 240.000 US-Dollar. Mitte Oktober 2008 gewann er ein Turnier der Poker Open in Marrakesch mit einer Siegprämie von umgerechnet rund 135.000 US-Dollar. Bei der WSOP 2009 erzielte Soulier sieben Geldplatzierungen. Sein mit Abstand höchstes Preisgeld sicherte er sich dabei für seinen 49. Platz im Main Event in Höhe von knapp 140.000 US-Dollar. Anfang September 2010 belegte er beim Main Event der Partouche Poker Tour in Cannes den dritten Platz, der mit 500.000 Euro bezahlt wurde. Bei der WSOP 2011 gewann Soulier die Weltmeisterschaft in der gemischten Variante H.O.R.S.E. und sicherte sich ein Bracelet sowie eine Siegprämie von mehr als 600.000 US-Dollar. Beim Main Event der Epic Poker League im Palms Casino Resort am Las Vegas Strip wurde er Anfang September 2011 Dritter und erhielt rund 300.000 US-Dollar. Ende März 2012 erreichte Soulier beim Main Event der European Poker Tour (EPT) in Campione d’Italia den Finaltisch und landete auf dem mit 240.000 Euro dotierten dritten Rang. Im Oktober 2013 spielte er sich beim Main Event der World Series of Poker Europe in Enghien-les-Bains bis ins entscheidende Heads-Up gegen Adrián Mateos vor. Dort unterlag er dem Spanier, erhielt für seinen zweiten Platz jedoch sein bisher höchstes Preisgeld von 610.000 Euro. Ende März 2014 gewann Soulier das EPT High Roller in Wien und sicherte sich den Hauptpreis von knapp 400.000 Euro. Bei der WSOP 2016 wurde er bei einem gemischten Event aus Omaha und Seven Card Stud Hi-Lo 8 or Better Zweiter und erhielt über 130.000 US-Dollar. Im Jahr darauf erreichte Soulier zwei Finaltische der WSOP 2017.
Insgesamt hat sich Soulier mit Poker bei Live-Turnieren knapp 6,5 Millionen US-Dollar erspielt. Von April bis November 2016 spielte er als Teammanager der Paris Aviators in der Global Poker League, verpasste mit seinem Team jedoch die Playoffs.